# Vesikorenaler Reflux
Der vesikorenale Reflux (Synonyme: vesikoureteraler Reflux, vesiko-uretero-renaler Reflux, VRR, VUR, englisch vesicorenal reflux) ist ein unphysiologischer Rückfluss von Harn aus der Blase über die Harnleiter (Ureteren) in die Nierenbecken. In schweren Fällen kann eine Refluxnephropathie resultieren.

## Formen
Der vesikorenale Reflux wird unterteilt in eine primäre, angeborene und eine sekundäre, erworbene Form.
Beginnt der Urinrückfluss bereits in der Füllungsphase der Harnblase, spricht man von einem Niederdruck-VUR. Lässt sich der Reflux erst in der Entleerungsphase der Blase nachweisen, spricht man von einem Hochdruck-VUR.

### Primärer Reflux
Der kongenitale Reflux basiert auf einer Fehlanlage der Ureteröffnung in der Blasenwand. Der submuköse Verlauf des Harnleiters ist verkürzt. Dadurch kann die Harnblase bei einem intravesikalen Druckanstieg durch die Blasenmuskulatur nicht ausreichend abgedichtet werden.

### Sekundärer Reflux
Die erworbene Form des vesikorenalen Refluxes entsteht durch die direkte Schädigung des ehemals intakten Ostium ureteris (Harnleitermündung).
Folgende Ursachen kommen in Betracht:
- spezifische und unspezifische Harnblasenentzündung
- neurogene Blasenfunktionsstörung
- infravesikale Harnwegsobstruktion, z. B. Harnröhrenklappen, Harnröhrenstrikturen

## Klassifikation des Refluxes
Das International Reflux Study Committee hat 1985 eine allgemein gültige Schweregradeinteilung des vesikorenalen Refluxes erarbeitet:
- Grad I: Reflux in den Ureter, das Nierenbecken wird nicht erreicht
- Grad II: Der Reflux erreicht das Nierenbecken, das Kelchsystem ist nicht gestaut
- Grad III: Das Nierenbecken ist leicht dilatiert, das Kelchsystem ist unverändert oder leicht verplumpt
- Grad IV: Mäßige Dilatation des Nierenbeckens, die Fornices der Nierenkelche sind verplumpt, die Impressionen der Nierenpapillen noch sichtbar
- Grad V: Der Ureter ist stark dilatiert mit Knickbildung (Kinking), das Hohlraumsystem ist stark erweitert, die papillären Impressionen sind in der Mehrzahl nicht mehr sichtbar.

## Epidemiologie
Die Inzidenz im Kindesalter liegt bei 1 %. Das Verhältnis Jungen zu Mädchen bei über 1-jährigen liegt bei 1:5–6. Hellhäutige sind 10-mal häufiger betroffen als Dunkelhäutige. Rothaarige Kinder haben ein höheres Risiko. Bei einem diagnostizierten Patienten liegt das Risiko für Geschwister bei über 30 % ebenfalls einen Reflux zu haben. Von den Kindern mit Harnwegsinfekten zeigen 30–40 % einen vesikoureteralen Reflux. 20–30 % der Kinder haben bei Diagnosestellung bereits Nierennarben.
60 % der Neugeborenen weisen einen Reflux auf, wohingegen nur noch 5 % der unter 5-jährigen einen Reflux aufweisen, dies kann man auf die Maturation des vesikoureteralen Übergangs zurückführen.

## Symptomatik
Frühsymptomatik:
- per se asymptomatisch
- hochgradiger Reflux führt zu zweitzeitiger Miktion durch Rückfluss des Refluxats in die Blase nach erster Miktion, mit Entwicklung eines erneuten Füllungsdruckes
- Primär keine Nierenaffektion

Durch die unphysiologische Rückstauung des Harns ist der Weg für bakterielle Aszension und Infektionen bereitet. Dies äußert sich in rezidivierenden Harnwegsinfekten bis hin zu hochfieberhaften Pyelonephritiden mit Flankenschmerz.
Spätsymptome können sein:
- arterielle Hypertonie
- Niereninsuffizienz
- renale Wachstumsretardierung
- unklare Gedeihstörungen im Kindesalter
- kindliche Harninkontinenz

## Diagnostik

Beidseitiger Reflux in der MCU

Nach ausführlicher Anamneseerhebung werden in der Regel folgende Untersuchungen durchgeführt:
- Bestimmung des Kreatinins
- Urinstatus
- Urinkultur
- Sonographie
- Miktionscystoureterogramm oder Miktionsurosonografie im infektfreien Intervall
- Urodynamik
- evtl. Nierenszintigrafie

## Therapie
Die Therapie ist abhängig von der vorliegenden Form des vesikorenalen Rückflusses.

### Konservative Therapie
Je nach Refluxgrad und Alter des Patienten kommt es zu einer Spontanheilungsrate zwischen 4 % (Grad 5) und 87 % (Grad 1) (sog. Maturation). Es sollte eine Infektprophylaxe durchgeführt werden, da das Auftreten von Harnwegsinfekten die Chance zur Spontanheilung mindert.

### Endoskopische Therapie
Bei Kindern mit Reflux geringer Ausprägung (I bis III) hat sich das Einspritzen von Material (z. B. einem Gemisch aus Glukose- und Hyaluronsäure-Ketten) an die Harnleitermündung mittels Zystoskopie bewährt. Zwar wird das injizierte Material im Lauf der Zeit abgebaut, aber körpereigenes Gewebe aus Fibroblasten und Kollagen, das sich darum angesammelt hat, fixiert den Ureter in seiner neuen Lage und verbessert dessen Ventilfunktion. Der Eingriff kann ambulant durchgeführt und mehrmals wiederholt werden. Der Erfolg tritt zwischen 50 und 90 % der Fälle ein, entspricht also zwar lediglich der Spontanheilungsrate bei Kindern, ist aber schneller.

### Operative Therapie
Durchführung einer offenen oder endoskopischen Refluxplastik. Die Erfolgsrate bei dieser standardisierten Methode beträgt etwa 95 %.
Transvesikale Antirefluxplastik nach Politano-Leadbetter:
Ausschneiden des Ostiums aus der Blasenwand und Mobilisation selbiger. Es wird ein weiter kranial und laterale gelegener Durchtritt für den Ureter geschaffen und so ein längerer submuköser Verlauf des Ureters geschaffen. Danach erfolgt die Reimplantation des Ureter-Ostiums in der Nähe der vorherigen Mündung.
Transvesikale Antirefluxplastik nach Cohen:
Ausschneiden des Ostiums aus der Blasenwand unter Reimplantation auf der kontralateralen Seite.
Extravesikale Antirefluxplastik nach Lich-Gregoir:
Laterale und kraniale Spaltung des Detrusormuskels am Ostium unter Schonung der Mukosa. Danach erfolgt der Verschluss über dem Ureter.

### Therapie des sekundären Refluxes
Bei sekundärem Reflux steht immer die Beseitigung der Ursache des Refluxes im Vordergrund. Die oben angegebenen Therapieverfahren werden ggf. zusätzlich durchgeführt.